# Eugen Trică
Eugen Trică (Craiova, 5 agosto 1976) è un allenatore di calcio ed ex calciatore rumeno, di ruolo centrocampista.

## Palmarès
- Campionato rumeno: 2

Steaua Bucarest: 2000-2001
CFR Cluj: 2007-2008
- Supercoppa di Romania: 2

Steaua Bucarest: 2001
CFR Cluj: 2009
- Coppa di Bulgaria: 2

Liteks Loveč: 2003-2004
CSKA Sofia: 2005-2006
- Supercoppa di Bulgaria: 1

CSKA Sofia: 2006
- Coppa di Romania: 1

CFR Cluj: 2007-2008